# Васильєв Ігор Анатолійович
Ігор Анатолійович Васильєв (рос. Игорь Анатольевич Васильев; 24 травня 1983, м. Іжевськ, СРСР) — російський хокеїст, нападник. Виступає за «Іжсталь» (Іжевськ) у Вищій хокейній лізі. 
Вихованець хокейної школи «Іжсталь» (Іжевськ). Виступав за «Іжсталь» (Іжевськ), «Олімпія» (Кірово-Чепець), «Єрмак» (Ангарськ), «Примор'я» (Уссурійськ), «Сариарка» (Караганда). 